# 小池直文
小池 直文（こいけ なおふみ、1969年9月21日 - ）は、東京都出身の元サッカー選手、サッカー指導者。現役時代のポジションはミッドフィールダー。

## 来歴
三菱養和ユースから日産ファームを経て、横浜マリノス（現・横浜F・マリノス）に入団。1993年に京都パープルサンガ（現：京都サンガF.C.に移籍。1995年より指導者に転身し、横浜FMのアカデミーで長らく指導、2024年時点はJリーグ育成部にて、JFAエリートユースAチューターとして活動している。

## 選手歴
- 三菱養和ユース[2]（東京都立杉並高校）[3]
- 日産ファーム（神奈川大学）[3]
- 1992年 - 1993年　 横浜マリノス
- 1993年 - 1994年　 京都パープルサンガ

## 個人成績
| 国内大会個人成績 | 国内大会個人成績 | 国内大会個人成績 | 国内大会個人成績 | 国内大会個人成績 | 国内大会個人成績 | 国内大会個人成績 | 国内大会個人成績 | 国内大会個人成績 | 国内大会個人成績 | 国内大会個人成績 | 国内大会個人成績 |
| 年度             | クラブ           | 背番号           | リーグ           | リーグ戦         | リーグ戦         | リーグ杯         | リーグ杯         | オープン杯       | オープン杯       | 期間通算         | 期間通算         |
| 年度             | クラブ           | 背番号           | リーグ           | 出場             | 得点             | 出場             | 得点             | 出場             | 得点             | 出場             | 得点             |
| 日本             | 日本             | 日本             | 日本             | リーグ戦         | リーグ戦         | リーグ杯         | リーグ杯         | 天皇杯           | 天皇杯           | 期間通算         | 期間通算         |
| ---------------- | ---------------- | ---------------- | ---------------- | ---------------- | ---------------- | ---------------- | ---------------- | ---------------- | ---------------- | ---------------- | ---------------- |
| 1992             | 横浜M            | -                | J                | -                | -                | 0                | 0                |                  |                  |                  |                  |
| 1994             | 京都             | 23               | 旧JFL            |                  |                  | -                | -                |                  |                  |                  |                  |
| 通算             | 日本             | 日本             | J                | 0                | 0                | 0                | 0                |                  |                  |                  |                  |
| 通算             | 日本             | 日本             | 旧JFL            |                  |                  | -                | -                |                  |                  |                  |                  |
| 総通算           |                  |                  |                  |                  |                  |                  |                  |                  |                  |                  |                  |

## 指導歴
- 1995年 -  20xx年 横浜マリノス/横浜F・マリノス
  - 1995年 - 1996年 ジュニアユースコーチ
  - 1997年 - 1998年 プライマリーコーチ
  - 1999年 - 2000年 ジュニアユースコーチ
  - 2001年 - 2002年 プライマリー監督
  - 2003年  ジュニアユース監督
  - 2004年 - 2005年 ユースコーチ
  - 2006年 - 2007年 フットボールアカデミースクールリーダー[3]
  - 2007年 - 20xx年 育成統括コーチ[3]
  - 20xx年 -　チーム統括本部 育成ダイレクター
- 2010年 -  ナショナルトレセン コーチ (関東担当) 兼務[4]